# Bersée
Bersée település Franciaországban, Nord megyében. Lakosainak száma 2289 fő (2022. január 1.). Bersée Cappelle-en-Pévèle, Auchy-lez-Orchies, Coutiches, Faumont, Mérignies és Mons-en-Pévèle községekkel határos.

## Népesség
A település népességének változása:
| Lakosok száma | 2220 | 2209 | 2245 | 2230 | 2246 | 2263 | 2271 | 2296 | 2289 |
|               | 2013 | 2015 | 2016 | 2017 | 2018 | 2019 | 2020 | 2021 | 2022 |